# Tunga (Leyte)
Tunga is een gemeente in de Filipijnse provincie Leyte op het eiland Leyte. Bij de laatste census in 2007 had de gemeente ruim 6 duizend inwoners.

## Geografie

### Bestuurlijke indeling
Tunga is onderverdeeld in de volgende 8 barangays:
- Astorga
- Balire
- Banawang
- San Antonio
- San Pedro
- San Roque
- San Vicente
- Santo Niño

## Demografie
Tunga had bij de census van 2007 een inwoneraantal van 6.221 mensen. Dit zijn 110 mensen (1,8%) meer dan bij de vorige census van 2000. De gemiddelde jaarlijkse groei komt daarmee uit op 0,25%, hetgeen lager is dan het landelijk jaarlijks gemiddelde over deze periode (2,04%). Vergeleken met de census van 1995 is het aantal mensen met -309 (-4,7%) toegenomen.

De bevolkingsdichtheid van Tunga was ten tijde van de laatste census, met 6.221 inwoners op 7,7 km², 807,9 mensen per km².